# Артюховка (Сумская область)
Артюхо́вка (укр. Артюхівка) — село,
Артюховский сельский совет,
Роменский район,
Сумская область,
Украина.
Код КОАТУУ — 5924181401. Население по переписи 2001 года составляло 489 человек .
Является административным центром Артюховского сельского совета, в который, кроме того, входят сёла
Лесковщина и
Шумское.

## Географическое положение
Село Артюховка находится в 4-х км от левого берега реки Сула.
На расстоянии до 3-х км расположены сёла Ярмолинцы, Шумское и Глинск.
По селу протекает ручей с запрудами, приток реки Локня.

## История
- Село Артюховка известно с конца XVI века.
- Возле села Артюховка обнаружен курганный могильник времен Киевской Руси.

## Объекты социальной сферы
- Дом культуры.

## Известные люди
- Шевченко Т. Г. — в 1843 году посетил село Артюховка во время своего пребывания в селе Шумское у Вашкевичей.
- Запорожченко И. Д. (1872-1932) — украинский поэт-кобзарь, родился и жил в селе Артюховка.